# Milorad Čavić
Milorad Čavić cyr. Милорад Чавић (ur. 31 maja 1984 w Anaheim, USA), serbski pływak, mistrz Europy w wyścigu na 50 m stylem motylkowym, 6-krotny medalista mistrzostw Europy na krótkim basenie. Wicemistrz olimpijski z IO w Pekinie na 100 m stylem motylkowym (przegrał z multimedalistą Phelpsem o 0,01 s). Reprezentant Jugosławii w pływaniu na olimpiadzie w Sydney. Rekordzista świata na basenie 25 m na dystansie 100 m st. motylkowym 50,02 w 2003 roku (rekord poprawił rok później Amerykanin Ian Crocker).
Wykluczony z Mistrzostw Europy w 2008 za występ w koszulce z napisem: "Kosowo jest serbskie" podczas dekoracji na podium najlepszych zawodników na 50 m stylem motylkowym.
W mistrzostwach świata w 2009 w Rzymie zdobył dwa medale: złoto na 50 m stylem motylkowym i srebro na dystansie 100 m tym stylem (w finale przegrał z M.Phelpsem, w czasie nowego rekordu Europy 49,95 s). Dzień wcześniej w półfinale pobił rekord świata wynikiem 50,01 s.
Po zajęciu 4. miejsca na Igrzyskach Olimpijskich w Londynie na dystansie 100 m stylem motylkowym, ogłosił koniec kariery z powodu częstych bóli kręgosłupa, zaznaczając jednocześnie, że chciałby pozostać w sporcie jako działacz, a jego marzeniem jest zostać ministrem sportu.

## Rodzina
Jego młodszy brat, Daniel, jest koszykarzem.

## Rekordy świata
| Data            | Miejsce | Basen      | Konkurencja             | Rezultat | Status                            |
| --------------- | ------- | ---------- | ----------------------- | -------- | --------------------------------- |
| 31 lipca 2009   | Rzym    | 50-metrowy | 100 m stylem motylkowym | 50,01 s  | do 1 sierpnia 2009 Michael Phelps |
| 12 grudnia 2003 | Dublin  | 25-metrowy | 100 m stylem motylkowym | 50.02 s  | do 26 marca 2004 Ian Crocker      |

## Wyróżnienia
- 2003, 2008, 2008: najlepszy sportowiec roku w Serbii